# Phare Akra Korakas
Le phare Akra Korakas, également appelé phare Akra Skamnia ou phare Sikaminas est situé au cap Korakas, au nord-est de l'île Lesbos en Grèce. Sa date de construction n'est pas connue, mais la station est mise en service en 1863.

## Caractéristiques
Le phare est une lanterne blanche, accolée à la maison du gardien (en ruine) dont le dôme de la lanterne est de couleur verte. Il s'élève à 14 mètres au-dessus de la mer Égée.

## Codes internationaux
- ARLHS[2] : GRE-086
- NGA : 19752
- Admiralty[3] : E 4594

## Source
(en) [PDF] List of lights radio aids and fog signals - 2011 - The west coasts of Europe and Africa, the mediterranean sea, black sea an Azovskoye more (sea of Azov) (la liste des phares de l'Europe, selon la National Geospatial - Intelligence Agency)- Version 2011 - National Geospatial - Intelligence Agency - p. 336

## Lien connexe
Lesbos